# Dionizy Smyk

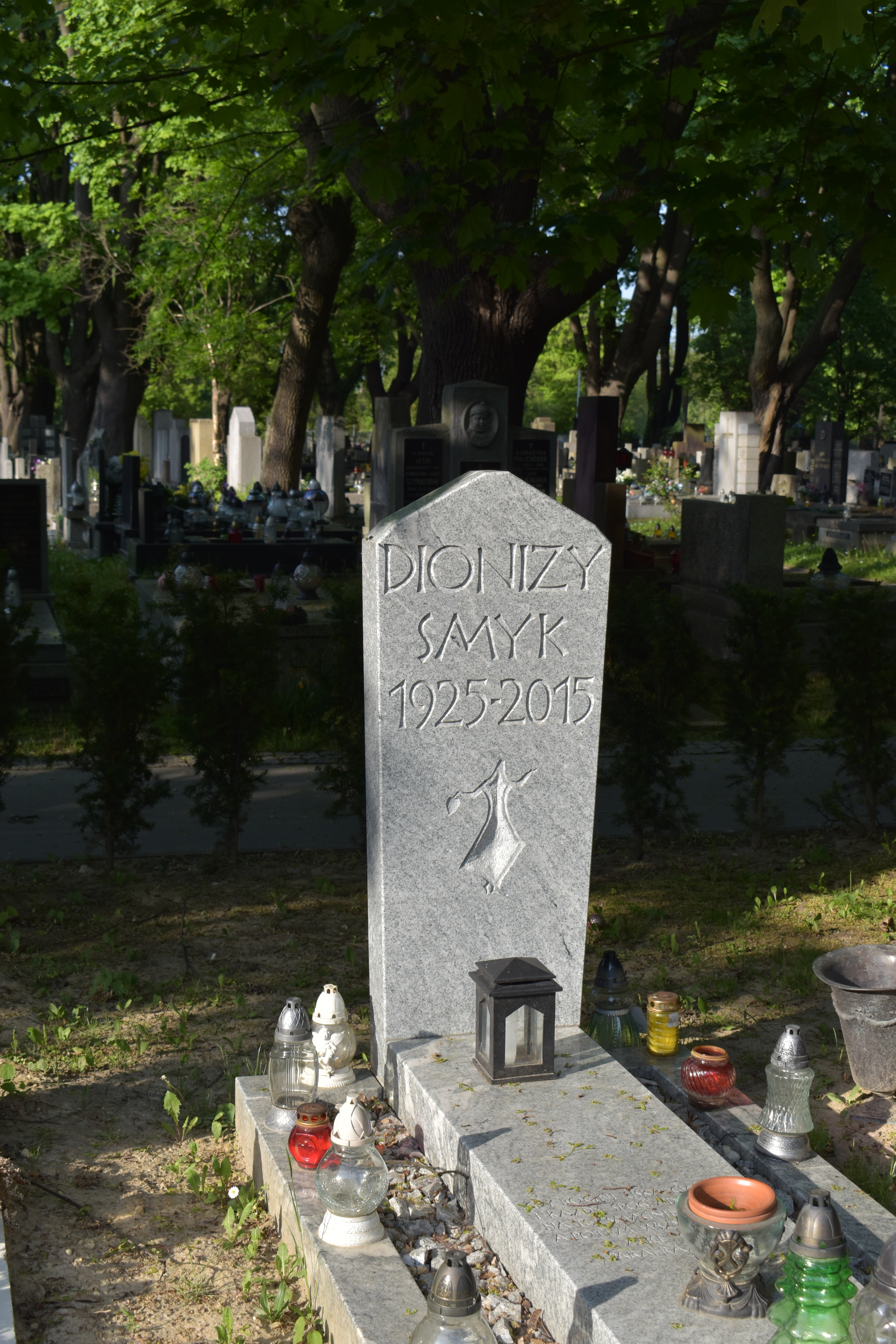
Grób Dionizego Smyka na Cmentarzu Rakowickim

Dionizy Smyk (ur. 10 stycznia 1925 w Krasnem, zm. 11 sierpnia 2015 w Krakowie) – polski żołnierz podziemia niepodległościowego, kawaler Orderu Odrodzenia Polski.

## Życiorys
W okresie II wojny światowej walczył  w Batalionach Chłopskich i Armii Krajowej na terenie Zamojszczyzny. Uzyskał stopień podchorążego. Był członkiem WiN (1945-1947) i ZMW Wici (1945-1948). W 1947 zamieszkał w Krakowie, aby uniknąć aresztowania przez Urząd Bezpieczeństwa. Ukończył studia biologiczne, rozpoczął karierę naukową, uzyskując stopień doktora. Aktywista-kombatant: prezes krakowskiego oddziału Ogólnopolskiego Związku Żołnierzy Batalionów Chłopskich (od 1999). Był członkiem Rady Muzeum Armii Krajowej w Krakowie oraz Przewodniczącym Małopolskiej Rady Kombatantów i Osób Represjonowanych.
Odznaczony m.in. Krzyżem Kawalerskim Orderu Odrodzenia Polski, Srebrnym Krzyżem Zasługi, Krzyżem Partyzanckim, Medalem Zwycięstwa i Wolności, Krzyżem Batalionów Chłopskich, Odznaką i Patentem Weterana Walk o Niepodległość.
Pochowany w alei zasłużonych krakowskiego cmentarza Rakowickiego (kwatera LXIX pas B-1-20). 